# Libia en los Juegos Olímpicos de Barcelona 1992
Libia estuvo representada en los Juegos Olímpicos de Barcelona 1992 por cinco deportistas masculinos que compitieron en cuatro deportes.
El equipo olímpico libio no obtuvo ninguna medalla en estos Juegos.